# Achláda (Crète)
Achláda, en grec moderne : Αχλάδα, est un village du dème de Malevízi, de l'ancienne municipalité de Gázi, dans le district régional d'Héraklion en Crète, en Grèce. Selon le recensement de 2001, il compte 119 habitants. 
Les habitants sont des bergers et des agriculteurs qui cultivent principalement des fruits et des légumes, dans les collines et les paysages environnants, qui se trouvent à quelques kilomètres du bord de mer. Dans le village se trouve l'église de Saint Jean le Prodrome et Saint Triphon, avec une iconostase en bois sculpté. Il y a aussi l'ancienne école primaire qui sert aujourd'hui de salle de fêtes, et un hôtel récemment construit sur l'écotourisme qui met en valeur le tourisme culturel rural. Ces dernières années, la population locale, les politiciens et d'autres parties intéressées ont discuté de la restauration de certaines parties du village

## Source de la traduction
- (en) Cet article est partiellement ou en totalité issu de l’article de Wikipédia en anglais intitulé « Achlada, Crete » (voir la liste des auteurs).